# Научный комментарий (повесть)
«Повесть-версия» Юлиана Семёнова, «Научный комментарий» впервые опубликована в 1985 году.
Повесть рассказывает о последних днях жизни и гибели В. В. Маяковского, в первой редакции называлась «Самоубийство».
В основу произведения положены архивные исследования, воспоминания очевидцев, розыски и документы, связанные с неоднозначной личностью и творчеством поэта.

## Сюжет
Владимир Владимирович Маяковский считается выдающимся советским поэтом. Разносторонняя личность, он занимался драматургией, написанием киносценариев, пробовал себя в роли кинорежиссёра и киноактёра. Принимал активное участие в работе творческого объединения «ЛЕФ» (Левый фронт искусств).
Яркая, творческая личность, невероятно популярная в 20-е годы прошлого века. Имя поэта знал почти каждый житель страны. Кому-то его стихи нравились, а кому-то не очень. Они были несколько специфичны, необычны и находили признание у сторонников именно такого своеобразного выражения своего внутреннего мира.
Именно о таком сложном и простом, о взаимоотношениях, о любви и ненависти повесть «Научный комментарий».
Самоубийство (официальная версия) Владимира Владимировича оставило много вопросов без ответов и неясностей в обстоятельствах и ситуациях.
Где же истина?
Чтобы понять глубину вопроса, нужно знать частности.